# Gustav Lombard
Gustav Lombard (ur. 10 kwietnia 1895 w Prenzlau, zm. 18 września 1992 w Mühldorf am Inn) – niemiecki wojskowy, kawalerzysta i agent ubezpieczeniowy, SS-Brigadeführer, generał major Waffen-SS, dowódca 8 Dywizji Kawalerii SS i 31 Ochotniczej Dywizji Grenadierów SS, zbrodniarz wojenny będący jednym z wykonawców masakry na bagnach Prypeci. Za swoje zbrodnie nigdy nie poniósł odpowiedzialności.

## Życiorys
W latach 1913–1919 studiował i pracował w USA. Od 1933 roku był członkiem NSDAP i SS-Reiterei. W latach 1935–1938 służył jako oficer w Reiterstandarte 7. W latach 1939–1940 jako dowódca szwadronu w 1. pułku kawalerii SS (1. SS-Totenkopf-Reiterstandarte) pełnił służbę w okupowanej Polsce. Dał się wówczas poznać z bezwzględności i zaciekłego antysemityzmu.
Po wybuchu wojny niemiecko-sowieckiej służył na froncie wschodnim. Jako dowódca konnej grupy bojowej 1. pułku kawalerii SS odegrał kluczową rolę podczas akcji eksterminacyjnej na bagnach Prypeci. Między 30 lipca a 13 sierpnia 1941 roku w miasteczkach i wsiach zachodniego Polesia jego żołnierze zamordowali około 10,8 tys. Żydów, w tym kobiety i dzieci. Gorliwość Lombarda została doceniona przez jego przełożonych; natychmiast po zakończeniu akcji został awansowany na stanowisko dowódcy 1. pułku kawalerii SS.
W latach 1941–1943 jako dowódca 1. pułku kawalerii SS walczył na froncie wschodnim. W latach 1943–1944 pełnił różne stanowiska w strukturach 8 Dywizji Kawalerii SS „Florian Geyer” oraz innych jednostek SS na froncie wschodnim. W 1944 roku został mianowany dowódcą 31 Ochotniczej Dywizji Grenadierów SS „Böhmen und Mähren”.
W latach 1947–1955 przebywał jako jeniec w ZSRR. Zdołał przeżyć pobyt w niewoli i powrócić do Niemiec Zachodnich, gdzie podjął pracę jako agent ubezpieczeniowy. W latach 1962–1970 był jednym z podejrzanych w ramach śledztwa, które zachodnioniemiecka prokuratura prowadziła w sprawie zbrodni popełnionych przez 1. pułk kawalerii SS na okupowanych obszarach ZSRR. Ostatecznie nie postawiono mu jednak żadnych zarzutów.
Był aktywnym członkiem organizacji kombatanckich, zrzeszających byłych członków Waffen-SS.

## Rangi SS
- członkostwo w SS: maj 1933 (nr 185.023)
- członkostwo w NSDAP: 10 lutego 1933 (nr 2.649.630)

- 15 września 1935 SS-Untersturmführer
- 13 września 1936 Obersturmführer
- 11 września 1938 Hauptsturmführer
- 21 lipca 1941 Sturmbannführer
- 16 marca 1943 Obersturmbannführer
- 30 stycznia 1943 Standartenführer
- 13 marca 1944 SS-Oberführer
- 20 kwietnia 1945 Brigadeführer i generał major Waffen-SS

## Odznaczenia
Źródło:
- Medal Pamiątkowy 1 października 1938
- Krzyż Żelazny
  - II klasy
  - I klasy
- Medal za Kampanię Zimową na Wschodzie 1941/1942
- Krzyż Niemiecki 11 lutego 1943
- Krzyż Rycerski 10 marca 1943
- Odznaka Ogólna Szturmowa w Srebrze
- SA-Sportabzeichen w brązie
- Ehrendegen des Reichsführers SS
- pierścień SS